# نوار پیمایش

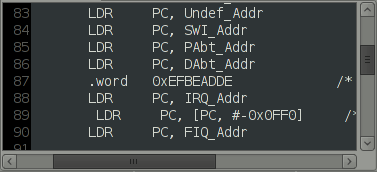
نمونه‌هایی از نوار نورد افقی و عمودی در اطراف یک جعبهٔ متن

نوار پیمایش یا اسکرول بار (به انگلیسی: Scrollbar) یکی از المان‌های واسط کاربر گرافیکی است که برای پیمایش متن، تصویر یا هر چیز دیگری در فضای یک نرم افزار یا نمایشگر به کار می‌رود.
نوارهای نورد در گسترهٔ پهناوری از دستگاه‌های الکترونیکی از جمله رایانه‌ها، ماشین‌حساب‌های نگاره‌ای، تلفن‌های همراه، و دستگاه‌های پخش قابل حمل رسانه کاربرد دارد. این نوارها معمولاً در یک یا دو طرف پهنهٔ نمایش و به صورت مستطیل‌هایی شامل یک میله که می‌توان آن را در طول ناوه∗ کشید وجود دارند. همچنین دو فلش در هر دو انتهای مستطیل برای تنظیم دقیق‌تر در دسترسند. میلهٔ جابجاشونده در محیط‌های مختلف اسم‌های مختلفی دارد، در مکینتاش به آن scroller و در سکوی جاوا (زبان برنامه‌نویسی) به آن thumb یا knob می‌گویند؛ در مستندات مایکروسافت دات نت از آن با نام جعبهٔ نورد∗ یا انگشتی نورد∗ یاد می‌شود و در محیط‌های دیگر اسامی دیگری هم دارد. نوار نورد به غیر از نوردیدن ممکن است برای کارهای ویژهٔ نرم‌افزار، مانند زوم‌کردن استفاده شود. گاهی می‌توان اندازهٔ انگشتی را نیز با استفاده از کشیدن لبه‌های آن تنظیم کرد؛ در این حالت می‌توان از انگشتی برای تنظیم مکان و زوم سند استفاده کرد، به طوری که اندازهٔ انگشتی نمایانگر درجهٔ زوم به کاررفته خواهد بود. اگر انگشتی تمام ناوه را پر کند به معنی آن است که همهٔ سند در حال مشاهده‌است و در این حالت ممکن است نوار نورد به صورت موقت پنهان شود.
نوار نورد را نباید با لغزان∗ که شیءای دیگر با عملکرد مشابه‌است اشتباه گرفت؛ تفاوت در اینجاست که لغزان برای تغییر مقدارها استفاده می‌شود و برای تغییر نمایش یا پهنهٔ نمایان به کار نمی‌رود.